# Arcidiecéze Petra
Arcidiecéze Petra je titulární diecéze římskokatolické církve na území Jordánska. V současné době je vakantní.

## Historie
Petra je známé archeologické naleziště v dnešním Jordánsku, jednalo se zároveň o metropolitní sídlo v římské provincii Palaestina Salutaris (Palaestina III), které mělo následující sufragánní diecéze: Diecéze aradská, Diecéze areopoliská, Diecéze arindelská, Diecéze Augustopolis v Palestině, Diecéze Bacatha v Palestině, Diecéze Caracmoba, Diecéze Æla, Diecéze Elusa, Diecéze Pharan, Diecéze Phaeno, Diecéze Jotapa v Palestině, Diecéze Zoara. Z tohoto období známe jen několik jmen biskupů. Původně byla arcidiecéze podřízena antiochijskému patriarchátu, od poloviny 5. století pak celá provincie byla součástí jeruzalémského patriarchátu. K úpadku došlo po dobytí Araby v 7. století.
V období křížových výprav byla zřízena latinská arcidiecéze Petra Deserti, která měla jurisdikci nad oblastí Zajordánska a teoreticky i nad klášterem sv. Kateřiny na hoře Sinaj. Její sídlo bylo v Keraku a byla podřízena Latinskému patriarchátu jeruzalémskému. Po dobytí křižáckých států Saladinem arcidiecéze zanikla, dnes je titulárním sídlem latinské církve. Území dnešního Jordánska spadá v latinské církvi pod Latinský patriarchát jeruzalémský, v melchitské církvi pod sídelní biskupství Melchitská archieparchie Petra a Filadelfie.

## Seznam arcibiskupů v Petře

### Řečtí (byzantští) arcibiskupové
- Sv. Astérios z Petry (před 343/344 – po 362)
  - Germanus (zmíněn 359, ariánský biskup)
- Jáson (zmíněn 446)
- Jan (zmíněn 457)
- Theodor (zmíněn 536)
- Atenogenes (konec 6. – začátek 7. stol.)

### Latinský arcibiskup v době křižáckých států
Je doložen pouze jediný nositel arcibiskupské hodnosti:
- Guerric z Petry (1167/8–1189/90)

### Titulární arcibiskupové latinští
- Pietro Stirejus, O.E.S.A. (1419 –?)
- Antonio Viedma y Chaves, O.P. (1623–1631, poté biskupem v Almeríi)
- Vincenzo Agostino Claveria (1631–?)
- Sv. François de Montmorency-Laval (1658–1674, poté jmenován arcibiskupem quebeckým)
- Alberto Stawowski (1676 – ?)
- Antonio Saverio Gentili (1727–1731, jmenován kardinálem)
- Federico Marcello Lante Montefeltro Della Rovere (1732–1743, jmenován kardinálem)
- Filippo Acciaiuoli (1743–1759, jmenován kardinálem)
- Giuseppe Simonetti (1761–1766, jmenován kardinálem)
- Francesco Saverio de Zelada (1766–1773, jmenován kardinálem)
- Bernardino Muti (1773–?, zemřel)
- Giuseppe Firrao jun. (1782–1801, jmenován kardinálem)
- Antonio Gabriele Severoli (1801–1808, jmenován arcibiskupem viterbským)
- Alessandro Giustiniani (1822–1832, jmenován kardinálem)
- Julien–Marie Hillereau, S.M.M. (1833–1855, zemřel)
- Pietro de Villanova Castellacci (1855–1879, jmenován titulárním patriarchou antiochijským)
- Giuseppe Aggarbati, O.S.A. (1879–1880, zemřel)
- Michael Augustine Corrigan (1880–1885, arcibiskupem v New Yorku)
- Fulco Luigi Ruffo–Scilla (1887–1891, jmenován kardinálem)
- Girolamo Maria Gotti, O.C.D. (1892–1895, jmenován kardinálem)
- Carlo Duval (Pietro Gonzalez), O.P. (1895–1904, zemřel)
- Bernardino Nozaleda y Villa, O.P. (1905–1927, zemřel)
- Emilio Ferrais (1928–1928, arcibiskupem v Catanii)
- Luigi Sincero (1929; byl již kardinálem, aby mohl přijmout biskupské svěcení, dostal titulární diecézi, na niž pak rezignoval)
- Angelo Bartolomasi (1929–1959, zemřel)
- Evelio Díaz y Cía (1959–1963, arcibiskupem v San Cristobal de la Habana)
- Alfredo Silva Santiago (1963–1970, rezignoval)